# Liste der denkmalgeschützten Objekte in St. Gerold
Die Liste der denkmalgeschützten Objekte in St. Gerold enthält die denkmalgeschützten, unbeweglichen Objekte der Gemeinde St. Gerold im Bezirk Bludenz.

## Denkmäler
| Foto |                 | Denkmal                                                                  | Standort                                                  | Beschreibung | Metadaten |
| ---- | --------------- | ------------------------------------------------------------------------ | --------------------------------------------------------- | --- | --- |
| ja   | Datei hochladen | Anlage Propstei St. Gerold HERIS-ID: 84901 Objekt-ID: 99063              | Pater-Nathanael-Weg 29 (Propstei) Standort KG: St. Gerold | Die 960 gegründete Propstei Sankt Gerold, bis 1958 als Kloster und später als kirchliche Begegnungs- und Bildungsstätte betrieben, umfasst neben dem Klostertrakt selbst auch die ursprünglich romanische Propsteipfarrkirche, die mit der Kirche verbundene Abt-Adam-Heer-Kapelle, das ehemalige Frauenhaus (‚Wibrhus‘), einen Klostergarten, einen Bauernhof und verschiedene Wirtschaftsgebäude. | BDA-Hist.: Q817061 Status: § 2a Stand der BDA-Liste: 2025-06-30 Name: Anlage Propstei St. Gerold GstNr.: .70, .69/1, .68/1, .69/2, .69/3, 402 Benediktinerpropstei Sankt Gerold |
| ja   | Datei hochladen | Gemeindeamt und Volksschule HERIS-ID: 74432 Objekt-ID: 87834             | Faschinastraße 84 Standort KG: St. Gerold                 | Für das rund 120 Jahre alte Gebäude wurde 2024 eine Generalsanierung angekündigt. | BDA-Hist.: Q38134689 Status: § 2a Stand der BDA-Liste: 2025-06-30 Name: Gemeindeamt und Volksschule GstNr.: 394/6 Gemeindeamt & Volksschule Sankt Gerold                        |
| BW   | Datei hochladen | Wohnhaus, Ehem. Gasthaus Adler HERIS-ID: 74433 Objekt-ID: 87835seit 2021 | Gaßnerberg 1 Standort KG: St. Gerold                      | | BDA-Hist.: Q105668986 Status: Bescheid Stand der BDA-Liste: 2025-06-30 Name: Wohnhaus, Ehem. Gasthaus Adler GstNr.: .1                                                          |